# Outcast
Outcast (Excluido) es el octavo álbum de estudio por la banda alemana de thrash metal, Kreator. Fue lanzado por GUN Records en 1997. Este álbum incorpora elementos de metal gótico y metal industrial, conservando algo de thrash metal de los años anteriores.

## Pistas
| Pistas |                                               |          |  |
| N.º    | Título                                        | Duración |  |
| 1.     | «Leave This World Behind»                     | 3:29     |  |
| 2.     | «Phobia»                                      | 3:22     |  |
| 3.     | «Forever»                                     | 2:52     |  |
| 4.     | «Black Sunrise»                               | 4:33     |  |
| 5.     | «Nonconformist»                               | 3:15     |  |
| 6.     | «Enemy Unseen»                                | 3:21     |  |
| 7.     | «Outcast»                                     | 4:54     |  |
| 8.     | «Stronger than Before»                        | 3:17     |  |
| 9.     | «Ruin of Life»                                | 3:53     |  |
| 10.    | «Whatever It May Take»                        | 3:47     |  |
| 11.    | «Alive Again»                                 | 3:47     |  |
| 12.    | «Against the Rest»                            | 2:39     |  |
| 13.    | «A Better Tomorrow»                           | 4:13     |  |
| 14.    | «As We Watch the West» (Pista bonus en Japón) | 4:13     |  |
| 47:18  |                                               |          |  |

## Créditos
- Mille Petrozza - Guitarra, canto, Programación.
- Jürgen Reil - Batería, Programación.
- Christian Giesler - Bajo eléctrico.
- Tommy Vetterli - Guitarra, Programación.
- Vicente Wojno - Productor.
- Kreator - Productor.
- Vicente Sorg - Programación.
- Harald Hoffmann - Fotografía.
- Dirk Rudolph - diseño de la manga.
- Christian Loenhoff - Bloque de madera.
- Guido Eickelmann - Programación.
- Grabado en los estudios principales, Münster, Alemania por Vincent Wojno y Kuhlmann Britta. Buen pase de Vicente Sorg, Umbreit Jörg y Kramski Sascha. Mezclado en Wisseloord Estudios, Hilversum, el Países Bajos por Prent Ronald. Buen pase de Joerg Steinfadt.

Muchas ediciones de los Noise Record /Sanctuary reexpedición tiene un error de fábrica con la obra de arte. La impresión en la inserción detrás del disco contiene la obra de arte lo mismo que el inserto para el álbum de Kreator Cause for Conflict.